# غامباتي إيكيماشوي
غامباتي إيكيماشوي ( がんばっていきまっしょい - Ganbatte Ikimasshoi) هو مسلسل درامي وكوميدي ياباني صدر في يوليو عام 2005، يدور أحداثه حول فتاة تريد أن تبدأ فريق تجديف مكون من فتيات فقط.

## نبذة
إيتسوكو شينومورا (إيتسوني) فتاة تحلم بتكوين فريق تجديف بـ قيادتها، ومن أجل تحقيق ذلك
تبدأ في البحث عن فريق مكون من 4 أعضاء. تواجه العديد من التحديات في كل حلقة وتكتسب
بذلك العديد من الخبرات.. سيكينو هيرويوكي (بو) صديق الطفولة لـ أيتسوني تتخلل علاقتهم
الكثير من المشاجرات ولكن في النهاية يقف معها ويساعدها في العصوبات التي تواجهها هو
ومن معه في فريق التجديف لـ الشباب
ناكاتا سابورو من جهة آخرى ليس له علاقة بالتجديف.
لاعب في كرة القدم الأمريكية، شاب وسيم ذو شخصية قوية. به جميع المواصفات التي تجذب
الجميع له وهذا مايجعل علاقته مع بو غريبة نوعاً ما ولكن تجمعهم صداقة قوه بالرغم من كل شيء

## الممثلون
سوزوكي آن في دور شينومورا أيتسوكا (أيتسوني)
نيشكيدو ريو في دور سيكينو هيرويكي
تاغوتشي جونوسكي في دور ناكاتا سابورو (من الحلقة 4)
اوتشي هيروكي في دور ناكاتا سابورو (الحلقة 1-2)
أيبو ساكي في دور يانو ري (ري)

## أغاني الدراما
- أغنية الشارة: كيرا كيرا من أداء (أيكو)

## بعد العرض
نسبة المشاهدة
- الحلقة الأولى: 12.6 %
- الحلقة الثانية: 12.1 %
- الحلقة الثالثة: 12.1 %
- الحلقة الرابعة: 12.7 %
- الحلقة الخامسة: 12.1 %
- الحلقة السادسة: 13.9 %
- الحلقة السابعة: 12.7 %
- الحلقة الثامنة: 11.6 %
- الحلقة التاسعة: 11.3 %
- الحلقة العاشرة: 13.0 %
- متوسط نسبة المشاهدة: 12.4 %

## وصلات خارجية
- غامباتي إيكيماشوي على موقع IMDb (الإنجليزية)
- غامباتي إيكيماشوي على موقع قاعدة بيانات الفيلم (الإنجليزية)
- غامباتي إيكيماشوي على موقع ليتربوكسد (الإنجليزية)
- غامباتي إيكيماشوي على موقع كينوبويسك (الروسية)

1. ↑  وصلة مرجع: http://www.imdb.com/title/tt0203515/. الوصول: 27 أبريل 2016.